# The Knight of the Burning Pestle
The Knight of the Burning Pestle (pl. Rycerz płonącego tłuczka) – sztuka autorstwa Francisa Beaumont i Johna Fletchera, po raz pierwszy opublikowana w 1613 roku. Jest uznawana za pierwszą parodię napisaną w języku angielskim. Stanowi satyrę na romans jako gatunek literacki, jest podobna do Don Kichota. 
Sztuka ta była inscenizowana po raz pierwszy w 1607 roku przez dziecięcy zespół Blackfriars Theatre.
Na język polski przełożyła ją Krystyna Berwińska.